# Alojz Bajc
Alojz Bajc (nascido em 20 de abril de 1932) é um ex-ciclista iugoslavo. Participou nos Jogos Olímpicos de 1960, realizados na cidade de Roma, Itália, onde terminou em 69º na prova individual do ciclismo de estrada.